# الكسندر كالفرت
الكسندر كالفرت (بالإنجليزية: Alexander Calvert)‏ هو ممثل كندي، ولد في 15 يوليو 1990 في كندا. بدأ مشواره المهني سنة 2005.

## أعمال

### أفلام
- (2016) عتبة السابعة عشر[5]

## وصلات خارجية
- الكسندر كالفرت على موقع IMDb (الإنجليزية)
- الكسندر كالفرت على موقع ألو سيني (الفرنسية)
- الكسندر كالفرت على موقع قاعدة بيانات الفيلم (الإنجليزية)